# Mário Márcio Campolina Paiva
Mario Márcio Campolina Paiva, mais conhecido como Maroca é um político brasileiro , foi prefeito municipal de Sete Lagoas MG. Durante 01 de Janeiro de 2009 á 31 de dezembro de 2012.
Mário Márcio campolina Paiva nasceu em Sete Lagoas,  Minas Gerais, no dia 29 de maio de 1951. É casado, tem três filhos. Engenheiro formado pela Universidade Federal de Ouro Preto. Maroca é filho de Dr. Juvenal Abreu Paiva e Dulce Campolina Paiva.
Durante as eleições para a prefeitura de Sete Lagoas, o candidato do PSDB recebeu 50.714 votos, 45% dos votos.[carece de fontes?]
Suas principais obras são a conclusão da Av. Prefeito Alberto Moura, a entrega de 30 novos postos de saúde, construção da escola com capacidade para atender á 3 mil alunos e entregou ao seu sucessor as obras já adiantadas do Hospital Regional Dr. Márcio Paulino.[carece de fontes?] No corrente ano de 2012 o então prefeito Maroca anunciou não ser candidato a reeleição. Maroca disse: “Estamos encerrando nossa gestão e é tempo de fazer um balanço final do que realizamos nos últimos 4 anos. Nesse período, Sete Lagoas avançou muito, pois fizemos escolhas políticas e administrativas sólidas. Os resultados estão aí e temos orgulho de nossos feitos. Optamos por priorizar as áreas da Saúde, Educação e na infraestrutura administrativa, com o claro objetivo de melhorar a vida do nosso cidadão”.